# 孫運璿內閣
孫運璿內閣是中華民國於1978年5月26日至1984年5月25日期間執政的內閣。蔣經國繼任總統後，隨即拔擢孫運璿擔任行政院院長，並允許其組閣。孫運璿於1984年5月25日因健康因素為由而辭去行政院院長之職，改由俞國華內閣接替。

## 任內政績
1. 開始規劃並維護國家公園，指定玉山、墾丁、雪山、大霸尖山、太鲁阁、蘇花公路、東部海岸公路等地區為國家公園預定區域，並指示內政部積極辦理。
2. 第一個國家公園是墾丁國家公園，於1982年9月1日成立。
3. 孙运璿以捐献活动来化解民间对美国与当局的不满
4. 宣布开放国民自由离台观光的政策
5. 1982年，针对经济发展带来的城乡差距与贫富不均，孙内阁推出了“全面加强基层建设，提高农民所得方案”，以新台幣两百亿，缩短农民与非农民所得的差距，并加强农村福利设施，提高农民生活水平。
6. 在担任行政院长期间，国民所得从1977年的1182美元，在六年内将近翻了三翻到1984年的3134美元，而此期间平均近两位数的经济增长率，为世界第一。

## 任內對外關係
- 推动美國國會于1979年通过「台灣關係法」，让台美双方在中美斷交后依然保持实质关系。

## 內閣大事記
民國68年（1979）
1. 1月1日，中美斷交事件。
2. 1月10日，開始興建新竹科学园区。
3. 3月1日，駐台美軍撤離。
4. 12月10日，爆发美丽岛事件。

## 傳說接班
1984年2月，孙运璿在行政院院長任内，因突发脑溢血（中风）开刀，自此不但失去部分语言及双手活动能力，且也造成了下半身无法行动。不久之后，即以健康原因辞卸行政院院長职务，从而淡出政坛。此一传言的主要来源是曾与李登辉政争失败，历任中華民國國防部參謀總長，行政院院長等要职的郝柏村。郝的回忆录称“有一天，经国先生在大直官邸曾对郝柏村说，让孙运璿再任六年行政院長，历练更丰厚，六年之后，就可以选總統，于国、于民都是很好的福祉。”。
反对此说法的学者与政坛人士认为，蒋经国在孙运璿中风前之国民党十二届二中全会即已提名李登辉为副总统竞选搭档，于史有据。如周玉蔻即指出其在写作《李登辉的一千天》时，曾针对此问题请教宋楚瑜，宋楚瑜举出蒋经国在心脏病开刀安装心律调节器时，曾请他转告当时的副总统李登辉为例，说明当时蒋经国已有若病情恶化将政权交给李登辉，且视其为接班人的意思。加上蒋经国晚年推行本土化，致力于台湾籍人士如林洋港、李登辉等的培植，因此孙运璿应非蒋经国心目中的台灣領導人接班人。

## 內閣成員
- 行政院院長：孫運璿（ 中國國民黨，1978年5月26日－1984年5月25日）
- 行政院副院長：徐慶鐘（ 中國國民黨，1972年6月1日－1981年12月1日）→ 邱創煥（ 中國國民黨，1981年12月1日－1984年6月1日）
- 行政院秘書長：馬紀壯（ 中國國民黨，1978年5月－1978年12月）→ 瞿韶華（ 中國國民黨，1978年12月－1984年5月）
- 行政院新聞局局長：丁懋時（ 中國國民黨，1975年5月－1979年6月）→ 宋楚瑜（ 中國國民黨，1979年1月－1984年9月）
- 行政院經濟建設委員會主任委員：俞國華（ 中國國民黨，1977年12月1日－1984年6月1日）
- 行政院人事行政局局長：陳桂華（1972年6月1日－1984年9月19日）
- 行政院衛生署署長：王金茂（1974年6月25日－1981年5月9日）
- 內政部部長：邱創煥（ 中國國民黨，1978年6月1日－1981年12月1日）→ 林洋港（ 中國國民黨，1981年12月1日－1984年6月1日）
- 外交部部長：沈昌煥（ 中國國民黨，1972年5月29日－1978年12月16日）→ 蔣彥士（ 中國國民黨，1978年12月20日－1979年12月18日）→ 朱撫松（ 中國國民黨，1979年12月19日－1987年4月21日）
- 國防部部長：高魁元（ 中國國民黨，1973年7月1日－1981年11月19日）→ 宋長志（ 中國國民黨，1981年12月1日－1986年6月30日）
- 財政部部長：張繼正（ 中國國民黨，1978年5月29日就任）→ 徐立德（ 中國國民黨，1981年11月25日就任）
- 教育部部長：朱匯森（ 中國國民黨，1978年6月1日－1984年6月1日）
- 法務部部長：李元簇（ 中國國民黨，1980年7月1日－1984年6月1日）
- 經濟部部長：張光世（1978年6月1日－1981年11月25日）→ 趙耀東（ 中國國民黨，1981年11月25日－1984年5月28日）
- 交通部部長：林金生（ 中國國民黨，1976年6月11日－1981年12月1日）→ 連戰（ 中國國民黨，1981年12月1日－1987年4月23日）
- 行政院國軍退除役官兵輔導委員會主任委員：趙聚鈺（ 中國國民黨，1966年－1981年6月7日）→ 鄭為元（ 中國國民黨，1981年6月18日－1987年4月28日）
- 行政院文化建設委員會主任委員：陳奇祿（1981年11月11日－1988年7月26日）
- 行政院農業委員會主任委員：李崇道（1979年3月－1981年8月）→ 張憲秋（1981年8月－1984年6月）
- 行政院青年輔導委員會主任委員：王唯農（1978年2月1日－1978年7月31日）→ 連戰（ 中國國民黨，1978年8月1日－1981年11月）→ 高銘輝（1981年12月1日－1984年7月30日）
- 行政院研究發展考核委員會主任委員：魏鏞（ 中國國民黨，1976年9月－1988年7月）
- 行政院國家科學委員會主任委員：徐賢修（1973年6月－1981年3月）→ 張明哲（1981年3月－1984年5月31日）
- 行政院原子能委員會主任委員：錢思亮（1971年12月6日－1981年7月9日）→ 閻振興（1981年7月10日－1990年6月1日）
- 蒙藏委員會委員長：崔垂言（1972年5月29日－1981年11月）→ 薛人仰（1981年11月－1984年5月）
- 僑務委員會委員長：毛松年（1972年6月1日－1984年6月1日）
- 不管部會政務委員：周宏濤（ 中國國民黨，1978年6月1日 －1984年6月1日）、張豐緒（ 中國國民黨，1978年6月1日 －1984年6月1日）、俞國華（ 中國國民黨，1978年6月1日 －1984年6月1日）、李國鼎（ 中國國民黨，1978年6月1日 －1984年6月1日）、高玉樹（1978年6月1日 －1984年6月1日）、陳奇祿（1978年6月1日 －1981年12月1日）、費驊（ 中國國民黨，1978年6月1日 －1984年6月1日）、林金生（ 中國國民黨，1981年12月1日 －1984年6月1日）
- 主計處主計長：鍾時益（1978年6月－1987年1月11日）
- 中央選舉委員會主任委員：邱創煥（ 中國國民黨，1980年7月16日－1981年12月1日）→ 林洋港（ 中國國民黨，1981年12月1日－1984年6月1日）
- 中央銀行總裁：俞國華（ 中國國民黨，1969年6月－1984年5月）
- 故宮博物院院長：蔣復璁（ 中國國民黨，1965年11月16日－1983年1月16日）→ 秦孝儀（ 中國國民黨，1983年1月16日就任）